# Johann Benedict Gründl
Johann Benedict Gründl (* 1655 in Glatz, Grafschaft Glatz; † 1705) war ein deutscher Arzt, praktischer Arzt in Marburg in der Steyermark und Mitglied der Gelehrtenakademie „Leopoldina“.
Gründl war Doktor der Philosophie und der Medizin. Er war kaiserlicher Militärarzt, dann kaiserlicher Pfalzgraf der Stände der Steyermark und praktischer Arzt in Marburg in der Steyermark.
Am 15. Juli 1685 wurde er mit dem Beinamen Coelius Aurelianus als Mitglied (Matrikel-Nr. 139) in die Leopoldina aufgenommen.

## Schriften
- mit Adamus Lebenwaldt, Joannes Michael Fehr, Joannes Baptista Wagner, Fridericus Ferdinandus Illmer, Franciscus Ganser, Franciscus Stokamer, Joannes Cygan, Jacobus Ignatius Seiter und Georgius Ignatius Burian: Roitschocrene Seu Scrutinium Physico-Medico-Chymicum In Quo Acidularum Roitschensium Mineralia Chymice, Et Mechanice Examinantur, 1685
- Brief an Johann Georg Volckamer, 1686
- mit Franciscus Stockhamer, Fridericus Ferinandus Illmer und Hieronymus Milser: Roitschocrene, Das ist: Außführliche Beschreibung Deß In Unter-Steyer weit-berühmbten Roitischen Sauerbrunn, 1687
- Roitschocrene Seu Scrutinium Physico-Medico-Chymicum, 1687